# Plážový volejbal na Letních olympijských hrách 2024
Plážový volejbal na Letních olympijských hrách 2024 v Paříži se bude konat od 27. července do 11. srpna 2024.
V základní části je 24 párů rozděleno do šesti skupin po čtyřech, kde se jednou utká každý s každým. Dvě nejlepší dvojice z každé skupiny a dva nejlepší páry na třetích místech postupují přímo do osmifinále. O poslední dvě místa v osmifinále se utkají zbylé týmy na třetích místech. Soutěž bude dále pokračovat vyřazovací částí, neúspěšní semifinalisté se utkají o bronz.

## Medailisté
| Soutěž | Zlato                                                             | Stříbro                                                           | Bronz                                                |
| ------ | ----------------------------------------------------------------- | ----------------------------------------------------------------- | ---------------------------------------------------- |
| Muži   | Švédsko (SWE) · David Åhman · Jonatan Hellvig                     | Německo (GER) · Nils Ehlers · Clemens Wickler                     | Norsko (NOR) · Anders Mol · Christian Sørum          |
| Ženy   | Brazílie (BRA) · Ana Patrícia Silva Ramos · Eduarda Santos Lisboa | Kanada (CAN) · Melissa Humanová-Paredesová · Brandie Wilkersonová | Švýcarsko (SUI) · Tanja Hüberliová · Nina Brunnerová |